# Hemiscopis violacea
Hemiscopis violacea là một loài bướm đêm trong họ Crambidae.